# Народная лейбористская партия (Сент-Китс и Невис)
Народная лейбористская партия (англ. People’s Labour Party) — левоцентристская политическая партия в Сент-Китсе и Невисе, возглавляемая Тимоти Харрисом. Возникла как откол от Лейбористской партии Сент-Китса и Невиса, вступивший в коалицию с её традиционными конкурентами. Несмотря на то, что на парламентских выборах 2015 года Харрис получил всего одно место, после выборов он стал третьим премьер-министром страны. На следующих всеобщих выборах 2020 года партия увеличила число мест в Национальной ассамблее до двух, а Харрис остался премьер-министром. Однако после роспуска тем парламента и досрочных выборов 2022 года НЛП оказалась в оппозиции.

## История
НЛП была создана 17 июня 2013 года бывшим министром Харрисом и бывшим заместителем премьер-министра Сэмом Кондором, покинувшими Лейбористскую партию Сент-Китса и Невиса. Этому передовало увольнение Харриса и Кондора из кабинета министров. Харрис стал лидером партии, а Кондор — его заместителем.
Перед всеобщими выборами 2015 года партия присоединилась к альянсу «Команда единства» (Team Unity) наряду с правоцентристскими партиями с островов Сент-Китс и Невис соответстсвенно, Движением народного действия и Движением обеспокоенных граждан. Три партии не выставляли кандидатов друг против друга, а соревновались по отдельности с Лейбористской партией Сент-Китса и Невиса на Сент-Китсе и Партией реформации Невиса на Невисе. НЛП баллотировалась в избирательных округах 3 и 7 в Сент-Китсе — в первом Харрис победил, но во втором Кондор проиграл.
Програмный документ партии — «Договор с народом» (Contract with the People) — предусматривает низкие налоги, создание новых рабочих мест в туризме, сельском хозяйстве, рыболовстве и строительстве (путём модернизации инфраструктуры и строительства 2000 новых домов для семей с низким и средним доходом), строительство проекта солнечной энергетики LeClanche для снижения цен на энергоносители и развитие индустрии медицинской марихуаны, включая предоставление лицензий и земли традиционным фермерам. Он также обещал удвоение соцвыплат PAP, установление приемлемого дохода в размере $3000 в месяц, а для получающих меньше — правительственную помощь и введение пособий по уходу за ребенком для таких родителей.

## Результаты выборов
| Выборы | Лидер партии  | Голоса | %     | Места   | +/- | Место | Статус               |
| ------ | ------------- | ------ | ----- | ------- | --- | ----- | -------------------- |
| 2015   | Тимоти Харрис | 2,723  | 9.0   | 1 из 11 | ▲ 1 | ▲ 5-е | Коалиция             |
| 2020   | Тимоти Харрис | 3,731  | 13.37 | 2 из 11 | ▲ 1 | ▲ 3-е | Коалиция (2020-2022) |
| 2020   | Тимоти Харрис | 3,731  | 13.37 | 2 из 11 | ▲ 1 | ▲ 3-е | Меньшинство (2022)   |
| 2022   | Тимоти Харрис | 5,036  | 17.14 | 1 из 11 | ▼ 1 | ▬ 3-е | Оппозиция            |